# Singapurské muzeum umění
Singapurské muzeum umění (Singapore Art Museum, zkratkou SAM, čínsky 新加坡美术馆, Xīnjiāpō Měishùguǎn) je galerie moderního umění v Singapuru. Má jednu z největších veřejných sbírek moderního a současného východoasijského umění, roste také množství děl současného mezinárodního umění. Od roku 2007 muzeum organizuje Singapurské bienále. 
Muzeum sídlí v bývalé salesiánské chlapecké škole a bylo otevřeno 20. ledna 1996. Je jedním ze čtyř národních muzeí v Singapuru.